# Cap-Haïtien
Cap-Haïtien (eller Le Cap) er den næststørste by i Haiti. Byen er placeret på nordkysten af Hispaniola og har cirka 100.000 indbyggere. Gennem historien har byen også heddet Cap Français og Cap Henri.